# Parafia Narodzenia Najświętszej Maryi Panny w Zawadzie (diecezja tarnowska)
Parafia Narodzenia Najświętszej Maryi Panny w Zawadzie – parafia rzymskokatolicka, znajdująca się w diecezji tarnowskiej, w dekanacie Dębica Wschód.

## Historia
Według najstarszych źródeł już przed 1595 rokiem w Zawadzie istniała drewniana kaplica pw. Nawiedzenia Najświętszej Maryi Panny, prawdopodobnie z fundacji Stanisława Ligęzy, przynależąca do parafii w Lubzinie. W kaplicy znajdował się cudowny obraz Matki Bożej. W 1616 roku Ligęzowie sprowadzili augustianów do opieki nad kaplicą, którzy w 1626 roku opuścili Zawadę. W 1629 roku do kaplicy sprowadzono księży diecezjalnych.
W latach 1646–1656 Achacy Ligęza jako wotum wdzięczności za cudowne uzdrowienie syna zbudował murowany kościół, który w 1656 roku został poświęcony. 18 września 1654 roku dekretem biskupim, ogłoszono obraz łaskami słynącym i nałożono na niego srebrne sukienki. W 1796 roku zaborcy austriaccy zrabowali srebrne sukienki. 31 lipca 1791 roku dekretem bpa Floriana Janowskiego została erygowana parafia. 18 listopada 1913 roku otrzymano zgodę na koronację cudownego obrazu. 8 września 1920 roku odbyła się koronacja cudownego obrazu, której dokonał bp Leon Wałęga. 7 października 1923 roku zostały skradzione korony, ale po kilku dniach je odnaleziono, a 24 lipca 1924 roku odbyła się ponowna rekoronacja cudownego obrazu Matki Bożej zawadzkiej.  
W latach 1988–1998 kościół sanktuaryjny został powiększony i wyremontowany. W latach 1988–1991 został wybudowany ołtarz polowy i wieża.
Proboszczowie parafii
1791– ?. ks. Wojciech Kaśluga.
1820–1830. ks. Michał Czernecki.
1830–1836. ks. Ignacy Okoński
1836–1848. ks. Jan Andrzejowski.
1848–1855. ks. Stanisław Róg.
1855–1871. ks. Józef Sewielski.
1871–1874. ks. Ludwik Kozik.
1874. ks. Aleksander Gajdecki (administrator).
1874–1878. ks. Antoni Piątkowski.
1878–1903. ks. Karol Dudzik
1903–1925. ks. Władysław Kopernicki.
1925–1961. ks. Stanisław Kurek.
1961–1985. ks. Józef Podolański.
1985–2004. ks. Władysław Tokarczyk.
2004– nadal ks. Józef Książek.